# Donja Bela Reka (Bor)
Donja Bela Reka (Servisch cyrillisch Доња Бела Река) is een plaats in de Servische gemeente Bor. De plaats telt 823 inwoners (2002).